# سيليا بروكس براون
سيليا بروكس براون (بالإنجليزية: Celia Brooks Brown)‏ هي طاهية وكاتِبة بريطانية، ولدت في 1970.